# 97268 Serafinozani
97268 Serafinozani è un asteroide della fascia principale. Scoperto nel 1999, presenta un'orbita caratterizzata da un semiasse maggiore pari a 2,5990508 UA e da un'eccentricità di 0,2910160, inclinata di 5,40705° rispetto all'eclittica.
L'asteroide è dedicato all'italiano Stefano Zani, fondatore dell'Osservatorio di Lumezzane.